# 페데리코 프랑코
페데리코 프랑코(스페인어: Federico Franco)는 파라과이의 외과 의사 출신 정치인이다. 2008년부터 2012년까지 부통령으로 재임했으며, 재임 중 페르난도 루고(Fernando Lugo)의 사임으로 대통령직을 승계했다. 본명은 루이스 페데리코 프랑코 고메스(스페인어: Luis Federico Franco Gómez)이다.

## 생애
1962년 아순시온에서 태어났다. 1982년 에밀리아 알파로와 결혼하여 4명의 자녀를 두고 있다.
초등 교육은 도미니카 공화국에서 받았고, 중등 교육은 파라과이에서 받았다.
페르난도 루고대통령의 러닝메이트로 부통령으로 당선되었으며, 재임 중 대통령의 궐위로 대통령직을 승계했다. 2013년 8월 15일 임기 종료와 함께 퇴임했다.

## 역대 선거 결과
| 선거명      | 직책명            | 대수 | 정당   | 득표율 | 득표수    | 결과 | 당락 |
| ----------- | ----------------- | ---- | ------ | ------ | --------- | ---- | ---- |
| 2008년 선거 | 파라과이의 부통령 | 27대 | 자유당 | 42.40% | 766,502표 | 1위  |      |